# Serebrina
Serebrina é uma alga macroscópica Ediacarana incrustante. Muito pouco se conhece sobre este gênero. Serebrina exibe uma forma de crescimento incrustante e é interpretada como um talo, um corpo de planta sem folhas e caules. Serebrina foi encontrada por vários paleontólogos em abundância na Formação Verkhovka, Ucrânia.

## Distribuição
As algas macroscópicas tendem a ser mais raras na fauna do Ediacarano e geralmente são encontradas em sedimentos mais finos. Serebrina foi encontrada em vários depósitos de fósseis, como Mezen Syneclise e a Formação Zimnegory na Rússia. O número exato de espécimes encontrados não é conhecido ao certo.